# پل خیابان لیک
پل خیابان لیک پلی است که بر روی رود شیکاگو در مرکز شهر شیکاگو، ایلینوی، ایالات متحده قرار دارد. این پل دوطبقه است، به‌طوری که طبقه پایین آن مخصوص عبور وسایل نقلیه و عابران پیاده است و طبقه بالا قطار هوایی خیابان لیک را حمل می‌کند که خط سبز و خط صورتی سازمان حمل‌ونقل شیکاگو را به لوپ متصل می‌کند.